# Sorocaba (cantor)
Fernando Fakri de Assis, mais conhecido como Sorocaba (São Paulo, 15 de setembro de 1980) é um cantor, compositor, empresário e instrumentista brasileiro.

## Biografia e carreira
Sorocaba nasceu em São Paulo, mas foi criado na cidade de Sorocaba, de onde veio seu nome artístico. Possui mais de 300 composições, sendo várias cantadas por artistas famosos da música brasileira, como Luan Santana. Sorocaba também já foi um dos maiores arrecadadores de direitos autorais em 2015, além de liderar o ranking do Escritório Central de Arrecadação e Distribuição (ECAD) em 2011 e 2012, além de ser o segundo maior arrecadador nos anos de 2010, 2013, 2014. Ele também é empresário de outros artistas, como Thaeme & Thiago, além de ter gerenciado as carreiras de Lucas Lucco, Marcos & Belutti, Milionário & Marciano, entre outros.
Sorocaba cursou Agronomia em Londrina, defendendo seu trabalho de conclusão de curso(TCC ) no ano de 2005 . Antes da dupla com Fernando, integrou duas duplas, Kadu & Sorocaba e Marquinho & Sorocaba. Começou a fazer apresentações nos bares da cidade naquela época.
Em 2016, Sorocaba se tornou um dos investidores do reality show de empreendedorismo Shark Tank Brasil, exibido pelo Canal Sony e pela Rede Bandeirantes.
Em 2009, o cantor foi processado pelo seu ex-empresário, Paulo Pissoloto, por quebra de contrato sem o pagamento da multa rescisória. A decisão em última instância saiu em 2022. Sorocaba foi condenado a pagar uma indenização de cerca de R$ 20 milhões. 
É um dos criadores da dupla Fernando & Sorocaba, onde faz a primeira voz ao lado de Fernando Zor.

## Vida pessoal
É filho de Renata Maria Nogueira Fakri de Assis e José Carlos Assis, e possui duas irmãs chamadas Karina e Juliana e um primo chamado Fabio Fakri.
Sorocaba é casado desde 15 de dezembro de 2019 com a Miss Distrito Federal 2018 e estudante de medicina veterinária Biah Rodrigues e o casal tem dois filhos, Theo e Fernanda.

## Discografia

### Com Fernando & Sorocaba

#### Álbuns ao vivo
- Fernando e Sorocaba Ao Vivo em Londrina (2007)
- Bala de Prata - Ao Vivo (2008)
- Vendaval (2009)
- Acústico (2010)
- Bola de Cristal - Ao Vivo (2011)
- Acústico na Ópera de Arame (2012)
- Sinta Essa Experiência (2014)
- Anjo de Cabelos Longos (2015)
- Sou do Interior - Ao Vivo (2017)
- O Chamado da Floresta - Ao Vivo (2018)
- Isso é Churrasco - Ao Vivo (2020)
- Antigas do Fernando & Sorocaba (2020)

#### Álbuns de estúdio
- Homens e Anjos (2013)
- FS Studio Sessions Vol. 1 (2016)
- FS Studio Sessions Vol. 2 (2016)

#### Extended plays(EPs)
- Sem Reação (2014)

#### DVDs
- Fernando e Sorocaba Ao Vivo em Londrina (2007)
- Bala de Prata (2008)
- Fernando & Sorocaba - Acústico (2014)
- Bola de Cristal - Ao Vivo (2011)
- Acústico na Ópera de Arame (2012)
- Sinta Essa Experiência (2014)
- Anjo de Cabelos Longos (2015)
- Sou do Interior - Ao Vivo (2017)
- O Chamado da Floresta - Ao Vivo (2018)
- Isso é Churrasco - Ao Vivo (2020)[18]

## Filmografia

### Televisão
| Ano       | Título            | Emissora                       | Papel/Função |
| --------- | ----------------- | ------------------------------ | ------------ |
| 2016-2017 | Shark Tank Brasil | Sony Channel/Rede Bandeirantes | Investidor   |